# Leptodactylus furnarius
Leptodactylus furnarius es una especie de ránidos de la familia Leptodactylidae.

## Distribución geográfica
Se encuentra en  Argentina Brasil y Uruguay.

## Estado de conservación
Se encuentra amenazada de extinción por la pérdida de su hábitat natural.